# Filmographie de Mel Gibson

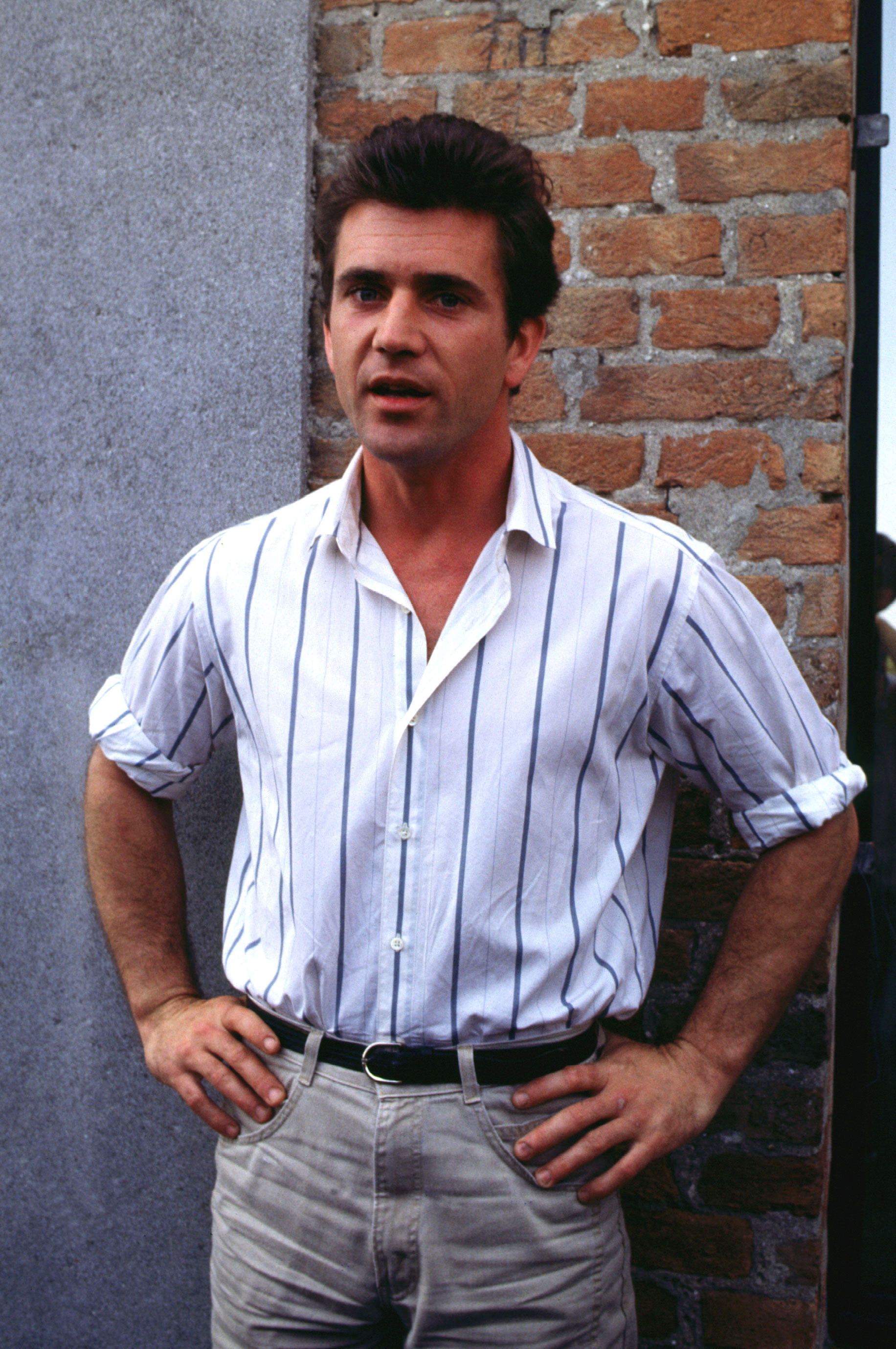
L'acteur à la Mostra de Venise, en 1985.

Cette page présente la filmographie complète de Mel Gibson, listant ses crédits en tant qu'acteur, réalisateur, producteur et scénariste. Les budgets sont estimés selon Imdb.

## Cinéma
| Année | Titre                                               | Titre original                                   | Titre québécois              | Profession(s)                                               | Profession(s) | Profession(s)     | Profession(s) | Budget         | Doublage                                       | Doublage      |
| Année | Titre                                               | Titre original                                   | Titre québécois              | Rôle                                                        | Réalisateur   | Producteur        | Scénariste    | Budget         | Français                                       | Québécois     |
| ----- | --------------------------------------------------- | ------------------------------------------------ | ---------------------------- | ----------------------------------------------------------- | ------------- | ----------------- | ------------- | -------------- | ---------------------------------------------- | ------------- |
| 1977  | Summer City                                         | Summer City                                      | NC                           | Scollop                                                     |               |                   |               |                | Jacques Bernard                                | NC            |
| 1979  | Mad Max                                             | Mad Max                                          | Bolides hurlants             | Max Rockatansky                                             |               |                   |               | 300 000 $      | Patrick Floersheim,                            | NC            |
| 1979  | Tim                                                 | Tim                                              | NC                           | Tim Melville                                                |               |                   |               |                | Patrick Poivey                                 | NC            |
| 1980  | Réaction en chaîne                                  | The Chain Reaction                               | NC                           | le mécanicien barbu (non crédité)                           |               |                   |               | 450 000 $Aus   | NC                                             | NC            |
| 1981  | Gallipoli                                           | Gallipoli                                        | NC                           | Frank Dunne                                                 |               |                   |               | 2 600 000 $Aus | Joel Martineau                                 | NC            |
| 1981  | Mad Max 2 : Le Défi                                 | The Road Warrior                                 | Le Défi                      | « Mad » Max Rockatansky                                     |               |                   |               | 3 000 000 $    | Patrick Floersheim                             | NC            |
| 1982  | Force de frappe                                     | Attack Force Z                                   | NC                           | le capitaine Paul Kelly                                     |               |                   |               |                | Bernard Murat                                  | NC            |
| 1982  | L'Année de tous les dangers                         | The Year of Living Dangerously                   | NC                           | Guy Hamilton                                                |               |                   |               | 13 000 000 $   | Claude Giraud                                  | NC            |
| 1984  | Le Bounty                                           | The Bounty                                       | NC                           | Fletcher Christian                                          |               |                   |               | 25 000 000 $   | Claude Giraud                                  | NC            |
| 1984  | La Rivière                                          | The River                                        | NC                           | Tom Garvey                                                  |               |                   |               | 18 000 000 $   | Jean-Pierre Bouvier                            | NC            |
| 1984  | Mrs. Soffel                                         | Mrs. Soffel                                      | NC                           | Ed Biddle                                                   |               |                   |               | 11 000 000 $   | Jean-Pierre Moulin                             | NC            |
| 1985  | Mad Max : Au-delà du dôme du tonnerre               | Mad Max: Beyond Thunderdome                      | NC                           | « Mad » Max Rockatansky                                     |               |                   |               | 10 000 000 $   | Jacques Frantz                                 | NC            |
| 1987  | L'Arme fatale                                       | Lethal Weapon                                    | NC                           | Sgt. Martin Riggs                                           |               |                   |               | 15 000 000 $   | Jacques Frantz                                 | Hubert Gagnon |
| 1988  | Tequila Sunrise                                     | Tequila Sunrise                                  | NC                           | Dale « Mac » McKussic                                       |               |                   |               | 23 000 000 $   | Jacques Frantz                                 | NC            |
| 1989  | L'Arme fatale 2                                     | Lethal Weapon 2                                  | NC                           | Martin Riggs                                                |               |                   |               | 28 000 000 $   | Jacques Frantz                                 | NC            |
| 1990  | Comme un oiseau sur la branche                      | Bird on a Wire                                   | Le Délateur                  | Rick Jarmin                                                 |               |                   |               | 20 000 000 $   | Jacques Frantz                                 | NC            |
| 1990  | Air America                                         | Air America                                      | NC                           | Gene Ryack                                                  |               |                   |               | 35 000 000 $   | Jacques Frantz                                 | NC            |
| 1990  | Hamlet                                              | Hamlet                                           | NC                           | Hamlet                                                      |               |                   |               |                | Jacques Frantz                                 | NC            |
| 1992  | L'Arme fatale 3                                     | Lethal Weapon 3                                  | NC                           | Martin Riggs                                                |               |                   |               | 35 000 000 $   | Jacques Frantz                                 | Hubert Gagnon |
| 1992  | Forever Young                                       | Forever Young                                    | Une seconde chance           | le capitaine Daniel « Danny » McCormick                     |               | Oui (non crédité) |               |                | Jacques Frantz                                 | Hubert Gagnon |
| 1993  | L'Homme sans visage                                 | The Man Without a Face                           | NC                           | Justin McLeod                                               | Oui           |                   |               |                | Jacques Frantz                                 | Hubert Gagnon |
| 1994  | Maverick                                            | Maverick                                         | Maverick                     | Bret Maverick                                               |               |                   |               | 75 000 000 $   | Jacques Frantz                                 | Hubert Gagnon |
| 1995  | Braveheart                                          | Braveheart                                       | Cœur vaillant                | William Wallace                                             | Oui           | Oui               |               | 72 000 000 $   | Jacques Frantz                                 | Hubert Gagnon |
| 1995  | Casper                                              | Casper                                           | Casper                       | Lui-même (caméo)                                            |               |                   |               | 50 000 000 $   | NC                                             | NC            |
| 1995  | Pocahontas : Une légende indienne                   | Pocahontas                                       | Pocahontas                   | John Smith (voix)                                           |               |                   |               | 55 000 000 $   | Michel Papineschi                              | Daniel Picard |
| 1996  | La Rançon                                           | Ransom                                           | Rançon                       | Tom Mullen                                                  |               |                   |               | 80 000 000 $   | Jacques Frantz                                 | Hubert Gagnon |
| 1997  | Drôles de pères                                     | Father's Day                                     | La Fête des pères            | Scotty, le perceur professionnel (non crédité)              |               |                   |               | 85 000 000 $   | Guillaume Orsat                                | NC            |
| 1997  | Complots                                            | Conspiracy Theory                                | Complot mortel               | Jerry Fletcher                                              |               |                   |               | 75 000 000 $   | Jacques Frantz                                 | Hubert Gagnon |
| 1997  | Le Mystère des fées : Une histoire vraie            | Fairy Tale : A True Story                        | Le Mystère des fées          | le père de Frances (non crédité)                            |               |                   |               |                | Jacques Frantz                                 | NC            |
| 1998  | L'Arme fatale 4                                     | Lethal Weapon 4                                  | NC                           | Martin Riggs                                                |               |                   |               | 140 000 000 $  | Jacques Frantz                                 | Denis Mercier |
| 1999  | Payback                                             | Payback                                          | Le Réglement                 | Porter                                                      |               |                   |               | 90 000 000 $   | Jacques Frantz                                 | Hubert Gagnon |
| 2000  | The Million Dollar Hotel                            | The Million Dollar Hotel                         | The Million Dollar Hotel     | l'inspecteur Skinner                                        |               |                   |               | 8 000 000 $    | Jacques Frantz                                 | NC            |
| 2000  | Chicken Run                                         | Chicken Run                                      | Poulets en fuite             | Rocky (voix)                                                |               |                   |               | 45 000 000 $   | Gérard Depardieu / Patrick Poivey (version TV) | NC            |
| 2000  | The Patriot : Le Chemin de la liberté               | The Patriot                                      | Le Patriote                  | le capitaine / colonel Benjamin Martin                      |               |                   |               | 110 000 000 $  | Jacques Frantz                                 | Hubert Gagnon |
| 2000  | Ce que veulent les femmes                           | What Women Want                                  | Ce que femme veut            | Nick Marshall                                               |               |                   |               | 70 000 000 $   | Jacques Frantz                                 | Hubert Gagnon |
| 2002  | Nous étions soldats                                 | We Were Soldiers                                 | NC                           | Lt-Colonel Hal Moore                                        |               |                   |               | 75 000 000 $   | Jacques Frantz                                 | Hubert Gagnon |
| 2002  | Signes                                              | Signs                                            | NC                           | Graham Hess                                                 |               |                   |               | 72 000 000 $   | Jacques Frantz                                 | Hubert Gagnon |
| 2003  | The Singing Detective                               | The Singing Detective                            | The Singing Detective        | Dr Gibbon                                                   |               | Oui               |               | 8 000 000 $    | Jacques Frantz                                 | NC            |
| 2004  | Paparazzi : Objectif chasse à l'homme               | Paparazzi                                        | NC                           | le patient de la thérapie contre l'énervement (non crédité) |               |                   |               | 20 000 000 $   | NC                                             | NC            |
| 2004  | La Passion du Christ                                | The Passion of the Christ                        | NC                           | -                                                           | Oui           | Oui               | Oui           | 30 000 000 $   | NC                                             | NC            |
| 2006  | Apocalypto                                          | Apocalypto                                       | Apocalypto                   | -                                                           | Oui           | Oui               | Oui           | 40 000 000 $   | NC                                             | NC            |
| 2010  | Hors de contrôle                                    | Edge of Darkness                                 | La Frontière des ténèbres    | Thomas Craven                                               |               |                   |               | 80 000 000 $   | Jacques Frantz                                 | Hubert Gagnon |
| 2011  | Le Complexe du castor                               | The Beaver                                       | NC                           | Walter Black                                                |               |                   |               | 21 000 000 $   | Jacques Frantz                                 | NC            |
| 2012  | Kill the Gringo                                     | Kill the Gringo                                  | Prison tout inclus           | Barns, le chauffeur                                         |               | Oui               | Oui           | 20 000 000 $   | Jacques Frantz                                 | Hubert Gagnon |
| 2013  | Machete Kills                                       | Machete Kills                                    | Machete tue                  | Luther Voz                                                  |               |                   |               | 20 000 000 $   | Jacques Frantz                                 | NC            |
| 2014  | Expendables 3                                       | The Expendables 3                                | Les Sacrifiés 3              | Conrad Stonebanks                                           |               |                   |               | 90 000 000 $   | Jacques Frantz                                 | Hubert Gagnon |
| 2014  | Hysteria                                            | Stonehearst Asylum                               | Enfermés                     | -                                                           |               | Oui               |               |                | NC                                             | NC            |
| 2016  | Blood Father                                        | Blood Father                                     | Père de sang                 | John Link                                                   |               |                   |               | 13 000 000 $   | Jacques Frantz                                 | NC            |
| 2016  | Tu ne tueras point                                  | Hacksaw Ridge                                    | Hacksaw Ridge                | -                                                           | Oui           |                   |               | 40 000 000 $   | NC                                             | NC            |
| 2017  | Very Bad Dads 2                                     | Daddy's Home 2                                   | Le retour de papa 2          | Kurt Mayron                                                 |               |                   |               | 69 000 000 $   | Jacques Frantz                                 | Sylvain Hétu  |
| 2018  | Traîné sur le bitume                                | Dragged Across Concrete                          | Justice brutale              | Brett Ridgeman                                              |               |                   |               | 15 000 000 $   | Jacques Frantz                                 | Hubert Gagnon |
| 2019  | The Professor and the Madman                        | The Professor and the Madman                     | The Professor and the Madman | Pr James Murray                                             |               | Oui               |               | 25 000 000 $   | Michaël Cermeno                                | NC            |
| 2020  | Force of Nature                                     | Force of Nature                                  | Force of Nature              | Ray                                                         |               |                   |               | 23 000 000 $   | Jacques Frantz                                 | NC            |
| 2020  | Fatman                                              | Fatman                                           | Le Père Noël doit mourir     | Chris Cringle, le Père Noël                                 |               |                   |               |                | Jacques Frantz                                 | Sylvain Hétu  |
| 2021  | Boss Level                                          | Boss Level                                       | Ennemi Ultime                | Clive Ventor                                                |               |                   |               | 45 000 000 $   | Jacques Frantz                                 | NC            |
| 2021  | Waldo, détective privé                              | Last Looks                                       | NC                           | Alastair Pinch                                              |               |                   |               |                | Feodor Atkine                                  | NC            |
| 2021  | Dangerous                                           | Dangerous                                        | NC                           | Dr Alderwood                                                |               |                   |               | 10 000 000 $   | Gabriel Le Doze                                | NC            |
| 2022  | Père Stu : un héros pas comme les autres            | Father Stu                                       | NC                           | Bill Long                                                   |               |                   |               | 4 000 000 $    | Emmanuel Jacomy                                | NC            |
| 2022  | Panama                                              | Panama                                           | NC                           | John Stark                                                  |               |                   |               |                | Michelangelo Marchese                          | NC            |
| 2022  | Agent Game                                          | Agent Game                                       | NC                           | Olsen                                                       |               |                   |               |                | Emmanuel Jacomy                                | NC            |
| 2022  | Hot Seat                                            | Hot Seat                                         | Siège Chaud                  | Wallace Reed                                                |               |                   |               |                | Emmanuel Jacomy                                | NC            |
| 2022  | Bandit                                              | Bandit                                           | Bandit                       | Tommy Kay                                                   |               |                   |               |                | Emmanuel Jacomy                                | NC            |
| 2022  | On the Line                                         | On the Line                                      | Appel sous Tension           | Elvis Clooney                                               |               |                   |               | 10 000 000 $   | Emmanuel Jacomy                                | Sylvain Hétu  |
| 2023  | Confidential Informant                              | Confidential Informant                           | Confidential Informant       | Kevin Hickey                                                |               |                   |               |                | Emmanuel Jacomy                                | NC            |
| 2023  | Desperation Road                                    | Desperation Road                                 | Desperation Road             | Mitchell                                                    |               |                   |               |                | NC                                             | NC            |
| 2023  | Sound of Freedom                                    | Sound of Freedom                                 | Le Son de la liberté         | -                                                           |               | Oui               |               |                | NC                                             | NC            |
| 2024  | Boneyard                                            | Boneyard                                         | Boneyard                     | l'agent du FBI Petrovick                                    |               |                   |               |                | Emmanuel Jacomy                                | NC            |
| 2024  | Monster Summer                                      | Monster Summer                                   | Monster Summer               | Gene Carruthers                                             |               |                   |               |                | NC                                             | NC            |
| 2025  | Vol à haut risque                                   | Flight Risk                                      | NC                           | -                                                           | Oui           | Oui               |               |                | NC                                             | NC            |
| 2025  | La Passion du Christ 2 : Résurrection en production | The Passion of Christ : Resurrection - Chapter 1 | NC                           | -                                                           | Oui           |                   |               |                | NC                                             | NC            |

En 2018, Mel Gibson a également été directeur artistique sur le film Les Sentinelles du Pacifique (Air Strike), réalisé par Xiao Feng.

## Télévision

### Acteur

#### Téléfilms
- 1979 : The Hero : Rob Mulligan
- 2001 : The Quest for Captain Kidd : le narrateur

#### Séries télévisées
- 1976 : The Sullivans : Ray Henderson
- 1981 : Punishment : Rick Monroe
- 1981 : Tickled Pink - saison 2, épisode 3 Honeymoon Honeymoon
- 1999 : Les Simpson (The Simpsons) : Lui-même (voix) - saison 11, épisode 1 Mel Gibson les cloches (VF : Jacques Frantz)
- 2004 : Les Sauvages (Complete Savages) : Officier Steve Cox - saison 1, épisodes 5, 10 et 19 (VF : Jacques Frantz)
- 2023 : Le Continental : D'après l'Univers de John Wick : de Albert Hugues et  Charlotte Brandström : Cormac (mini-série TV) [6] - 3 épisodes (VF : Emmanuel Jacomy)

#### Documentaires
- 1991 : Mel Gibson Goes Back to School : Lui-même
- 1992 : Earth and the American Dream : un des narrateurs

#### Courts métrages
- 1993 : The Chili Con Carne Club : Mel

### Réalisateur
- 1991 : Mel Gibson Goes Back to School
- 2004 : Les Sauvages saison 1, épisodes 1, 2 et 11

### Scénariste
- 2004 : Les Sauvages - saison 1, épisode 4
- 2011 : The Brain Storm (court métrage)

### Producteur délégué

#### Téléfilms
- 2000 : The Three Stooges
- 2001 : Invincibles (Invincible)
- 2003 : Family curse
- 2004 : Evel Knievel

#### Séries télévisées
- 2004 : Les Sauvages
- 2004 : Clubhouse

#### Documentaires
- 2005 : Leonard Cohen: I'm Your Man
- 2008 : Carrier
- 2008 : Another Day in Paradise